# 다만 악에서 구하소서
《다만 악에서 구하소서》는 2020년 대한민국의 범죄 액션 영화이다. 홍원찬이 감독과 각본을 맡았으며 황정민과 이정재, 박정민 등이 출연하였다. 2020년 10월 28일 감독판 버전인 《다만 악에서 구하소서 파이널컷》이 극장에 공개되었다.

## 출연
(†) 표시는 영화 상에서 사망한 인물이다.
- 황정민 : 김인남 역 - 이 영화의 고구마 주인공. 군 출신, 살인청부업자.
- 이정재 : 레이 역 - 인간말종 1. 이 영화의 메인 빌런 및 최종 보스. 자이니치 출신, 야쿠자 & 살인청부업자.
- 박정민 : 유이 역 - 이 영화의 고구마 서브 주인공. 인남이 방콕에서 만난 조력자.
- 박소이 : 유민 역 - 서영주의 딸.
- 최희서 : 서영주 역(†) - 인남의 전 연인.
- 송영창 : 김춘성 역(†) - 김인남의 국정원 요원 시절 상관.
- 이서환 : 이영배 역 - 김춘성의 요청으로 인남을 태국 현지에서 돕는 브로커.
- 박명훈 : 시마다 역(†) - 자이니치 출신, 김인남의 살인 청부업 브로커.
- 오대환 : 한종수 역 - 서영주의 현지 계약 파트너.
- 심영은 : 린린 역 - 영주의 딸 유민을 납치한 조선족 보모.
- 하쿠류 : 센세이 역 - 레이에게 인남의 존재를 알려준 브로커.
- 토요하라 코스케 : 고레다 역(†) - 인간말종 2. 이 영화의 만악의 근원이자 중간 보스. 자이니치 출신 야쿠자. 거대 야쿠자 조직의 동경지부장.
- 비데야 판스링감 : 란 역 - 태국 최대 마피아 조직인 차오포의 수장.
- 이태검 : 대사관 직원 역
- 최병모 : 서울 형사 역 (우정출연)
- Sumet Ongart(태국어판) as Police officer

## 수상
- 2020년 제25회 부산국제영화제 한국영화의 오늘 - 파노라마
- 2020년 제29회 부일영화상 촬영상 (홍경표)
- 2020년 제29회 부일영화상 미술/기술상 (이건문)
- 2020년 제40회 한국영화평론가협회상 남자 조연상 (박정민)
- 2020년 제40회 한국영화평론가협회상 영평 10선
- 2021년 제41회 청룡영화상 남우조연상 (박정민)
- 2021년 제41회 청룡영화상 촬영조명상 (홍경표)
- 2021년 제57회 백상예술대상 영화부문 남자조연상 (박정민)
- 2021년 제26회 춘사영화제 남우조연상 (박정민)
- 2021년 제26회 춘사영화제 관객이 뽑은 최고 인기 영화상 (홍원찬)
- 2021년 제6회 아시아 아티스트 어워즈 올해의 배우상 (이정재)
- 2021년 제6회 아시아 아티스트 어워즈 핫트렌드상 (이정재)
- 2021년 제6회 아시아 아티스트 어워즈 페뷸러스상 (이정재)

## 참고 사항
- 영화 《범죄도시2》에는 이 촬영지 작품이다.
- 이정재는 영화 《도둑들》,《관상》,《암살》 이후 약 8개월만에 재회하는 작품이며 이 작품에서도 네 번째 악역으로 출연한다.
- 이정재 와  박정민은 《사바하》 이후 1년만에 재회한다.
- 황정민과 이정재는 영화 《신세계》이후 8년만에 재회한다.
- 황정민과 박정민은 영화 《댄싱퀸》이후 9년만에 재회한다.